# Бухтарминска котловина
Бухтарминската котловина (Бухтарминска долина) (на казахски: Бұқтырма ойысы; на руски: Бухтарминская впадина) е дълга речна долина в източната част на Казахстан (Източноказахстанска област), през която от изток на запад протича река Бухтарма (десен приток на Иртиш). Простира се на около 120 km от запад на изток в южната част на Алтайските планини между хребетите Листвяга и Катунски на север и Саримсакти, Тарбагатай и Южен Алтай на юг. Отводнява се от река Бухтарма и множество нейни леви и десни малки притоци. Надморската ѝ височина се изменя от 1400 m на изток до 700 – 750 m на запад. Състои се от няколко по-малки котловини (Катон-Карагайска, Урилска и др.), разделени от ниски планински прагове, които са проломени от река Бухтарма. Отделните котловини са покрити със степна и тревиста растителност, а планинските прагове са обрасли с широколистни и иглолистни гори. В долината са разположени около 20 села, най-големи от които са районният център Катон-Карагай, село Урил и др.